# Алу, Джеффри Томас
| Открытые астероиды: 24                                           | Открытые астероиды: 24 |
| ---------------------------------------------------------------- | ---------------------- |
| (4132) Барток                                                    | 12 марта 1988          |
| (4221) Пикассо                                                   | 13 марта 1988          |
| (5230) Асахина                                                   | 10 марта 1988          |
| (5639) 1989 PE [1]                                               | 9 августа 1989         |
| (6037) 1988 EG                                                   | 12 марта 1988          |
| (6335) Nicolerappaport [1]                                       | 5 июля 1992            |
| (6382) 1988 EL                                                   | 14 марта 1988          |
| (6611) 1993 VW [1]                                               | 9 ноября 1993          |
| (7825) 1991 TL1                                                  | 10 октября 1991        |
| (9058) 1992 JB [2]                                               | 1 мая 1992             |
| (10115) 1992 SK [1]                                              | 24 сентября 1992       |
| (10302) 1989 ML [1]                                              | 29 июня 1989           |
| (11279) 1989 TC [1]                                              | 1 октября 1989         |
| (13030) 1989 PF [1]                                              | 9 августа 1989         |
| (15704) 1987 SE7 [1]                                             | 20 сентября 1987       |
| (17511) 1992 QN [1]                                              | 29 августа 1992        |
| (26841) 1991 TY1                                                 | 10 октября 1991        |
| (27708) 1987 WP [1]                                              | 20 ноября 1987         |
| (43769) 1988 EK                                                  | 10 марта 1988          |
| (48469) 1991 TQ1                                                 | 10 октября 1991        |
| (52307) 1991 TH1                                                 | 12 октября 1991        |
| (79186) 1993 QN [1]                                              | 20 августа 1993        |
| (161998) 1988 PA                                                 | 9 августа 1988         |
| (161999) 1989 RC [1]                                             | 5 сентября 1989        |
| 1. совместно с Элеанорой Хелин 2. совместно с Кеннетом Лоуренсом |                        |

Джеффри (Джефф) Томас Алу (англ. Jeffrey „Jeff“ Thomas Alu) — американский музыкант и композитор, фотограф, художник-график и астроном-любитель, первооткрыватель комет и астероидов, который участвовал в обзоре PCAS по поиску астероидов. В период 1987 по 1993 год в Паломарской обсерватории им было обнаружено в общей сложности 24 нумерованных астероидов, а также несколько околоземных. Также, совместно со своими коллегами Элеанорой Хелин и Brian P. Roman, им было открыто две короткопериодических кометы 117P/Хелин — Романа — Алу и 132P/Хелин — Романа — Алу .
С 1984 по 1986 год учился в школе музыки «Eastman School of Music» в Рочестере. Полученные там знания он углубил в Университете Чепмена в городе Ориндж, где он обучался с 1989 по 1992 год и который закончил со степенью бакалавра в области музыки. С февраля 1991 по апрель 1993 года работал научным сотрудником в Лаборатории реактивного движения в городе Пасадина, Калифорния, но с 1993 года создал свою собственную компанию графики и анимации в городе Ирвайн, Калифорния и стал работать в ней .
В знак признания его заслуг одному из астероидов было присвоено его имя (4104) Алу.